# Große Fechterschnecke

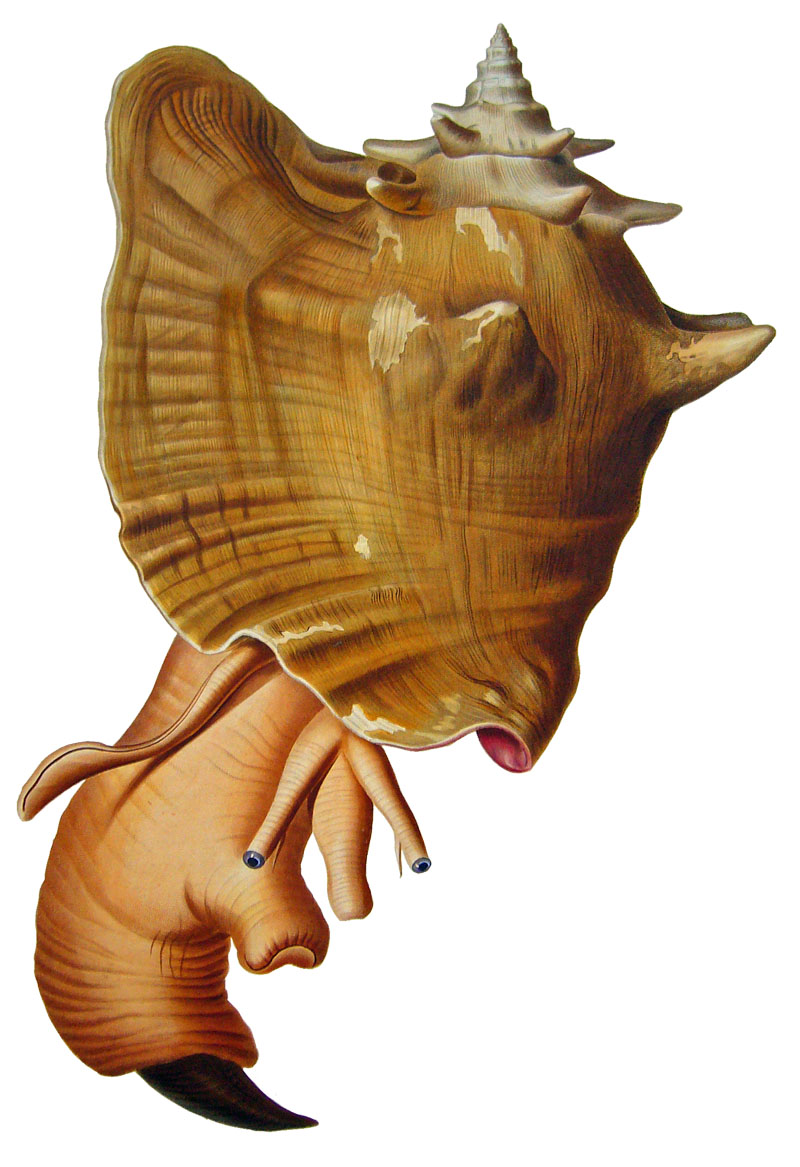
Männchen von Strombus gigas (= Aliger gigas), mit krallenartigem Operculum. Der Penis ragt links aus dem Haus hervor. Chenu, 1844

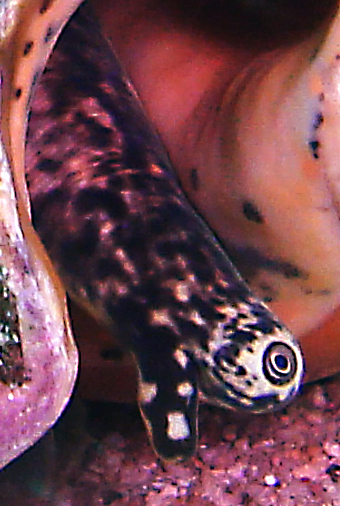
Fühler der Fechterschnecke mit Auge

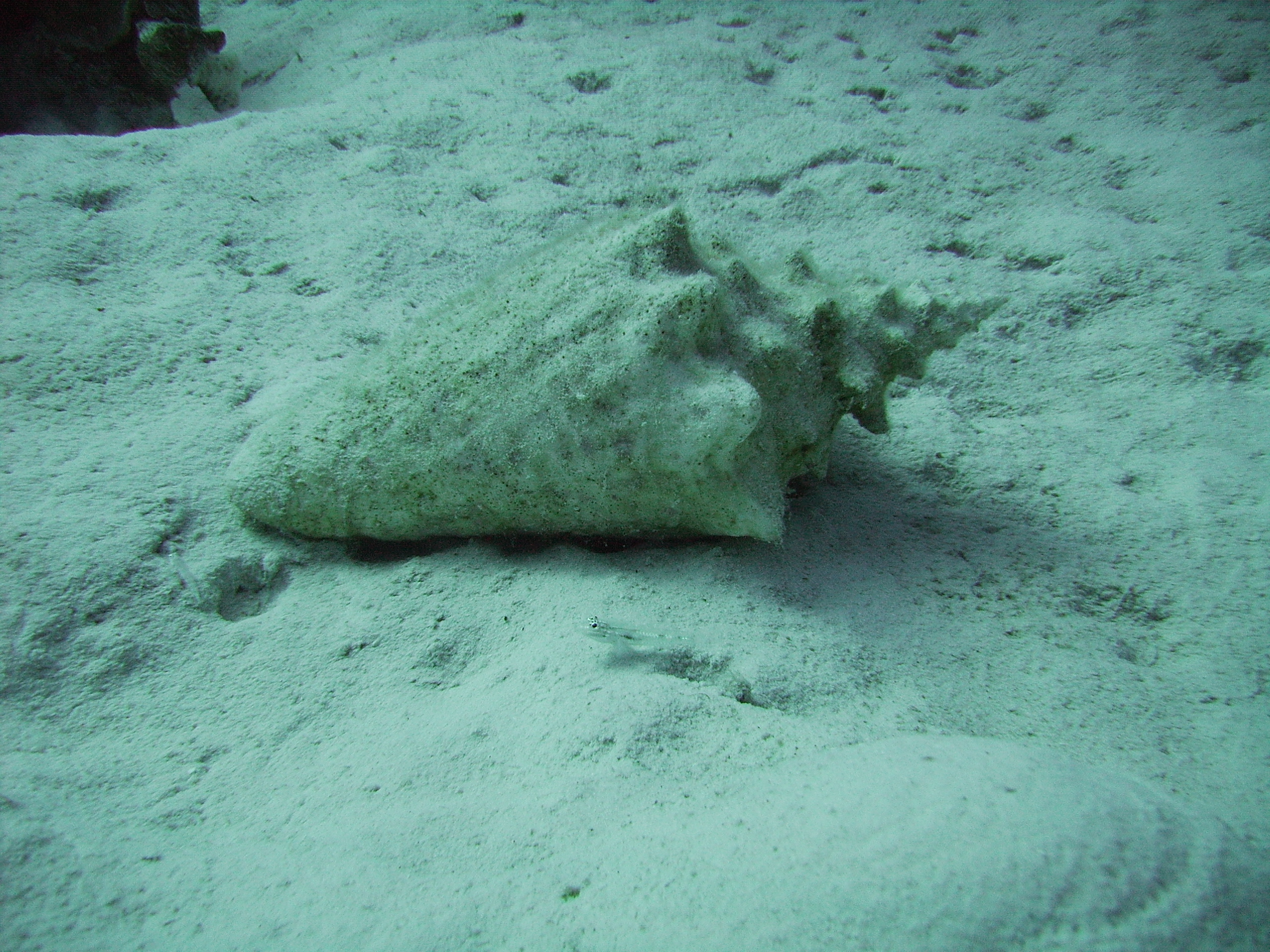
Im Sand liegende Fechterschnecke

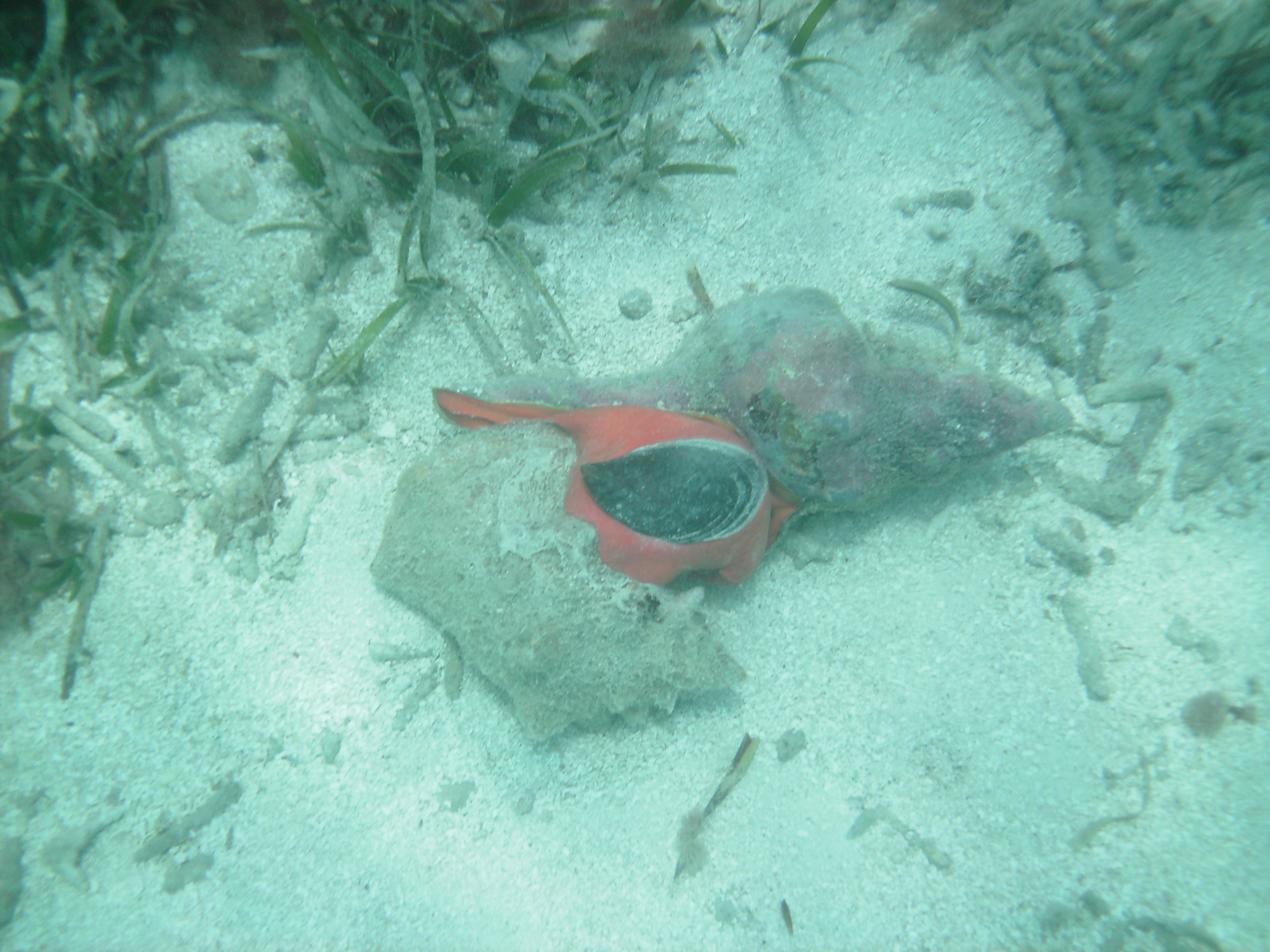
Ein Triplofusus giganteus frisst eine Große Fechterschnecke, Dry-Tortugas-Nationalpark, Florida, Juni 2010.

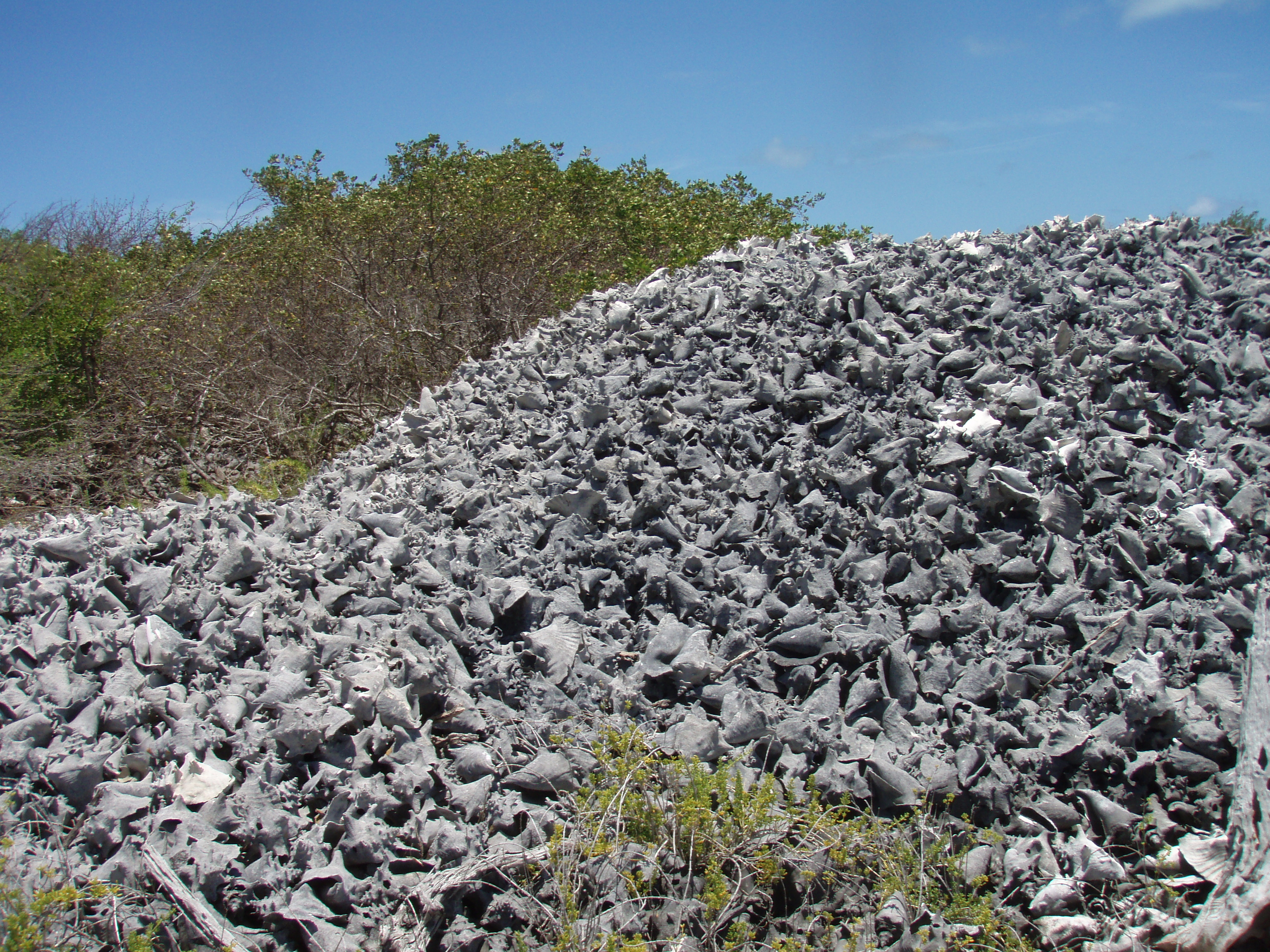
Tausende Gehäuse von Aliger gigas, weggeworfen, nachdem ihr Fleisch gegessen wurde

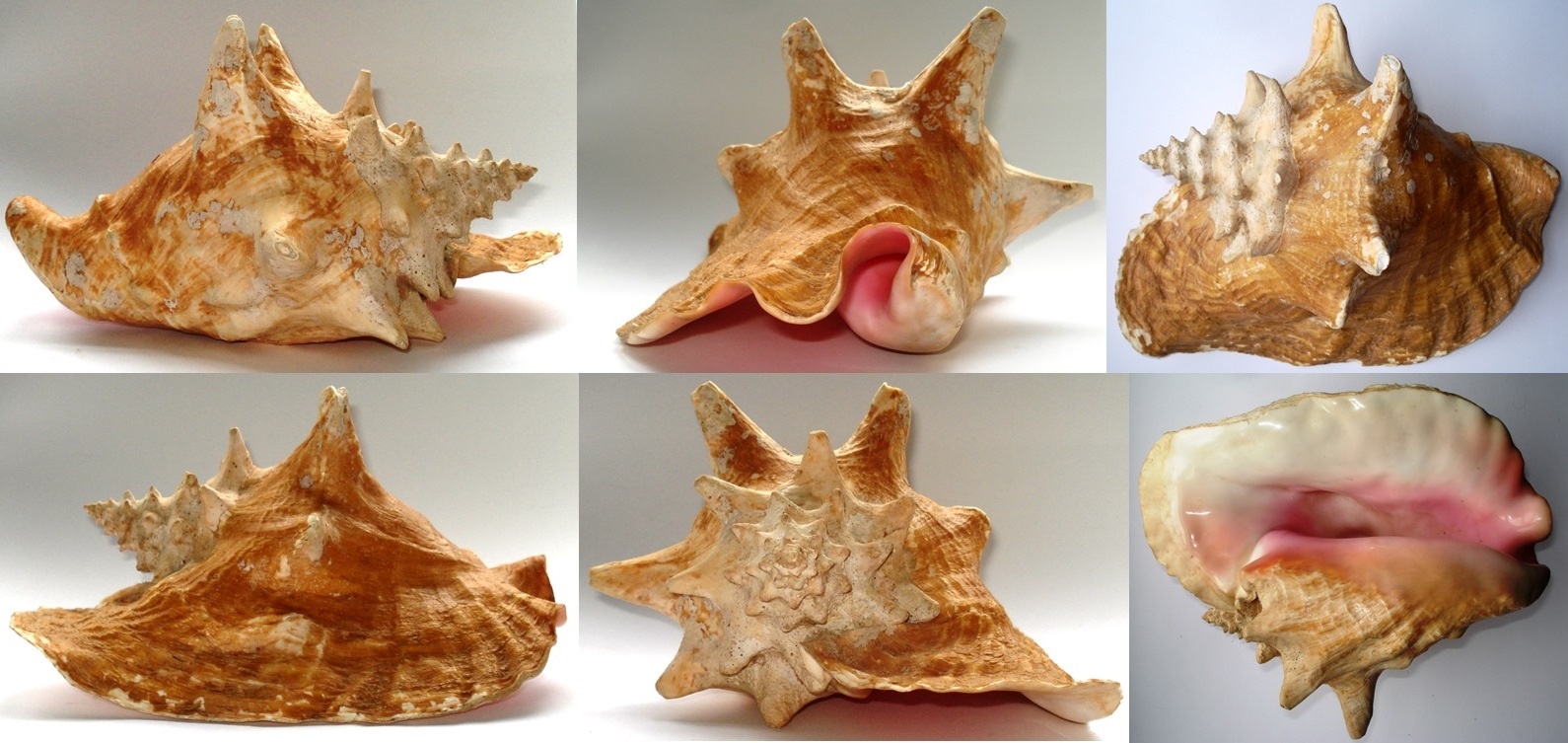
Gehäuse der großen Fechterschnecke (Aliger gigas) von allen Seiten

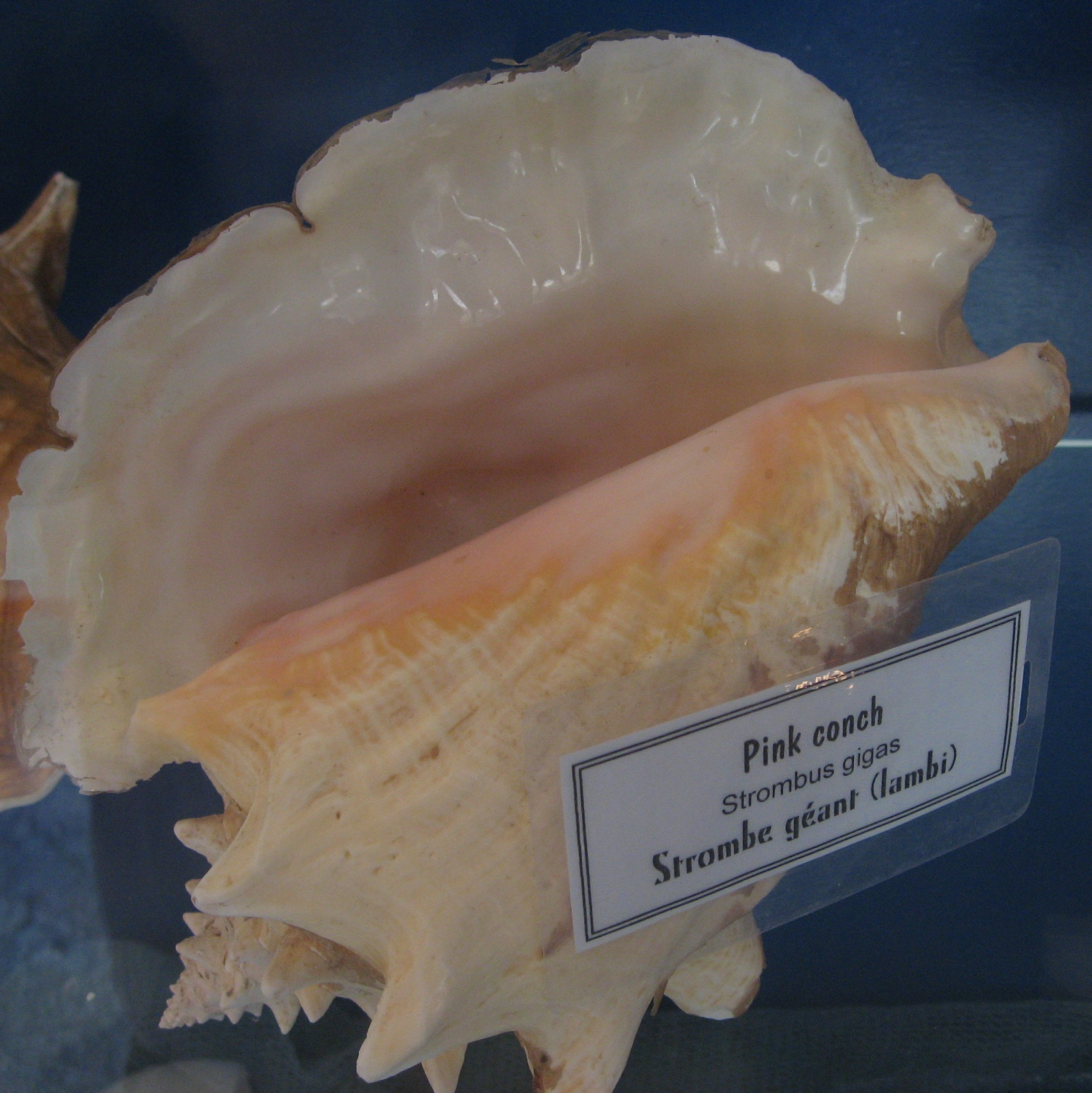
Gehäuse von Aliger gigas

Die Große Fechterschnecke oder Riesen-Flügelschnecke (Aliger gigas oder Lobatus gigas oder Eustrombus gigas, früher Strombus gigas) ist eine karibische Meeresschneckenart und der größte Vertreter der Fechterschnecken. Sie ist die zweitgrößte Art der Flügelschnecken und eine der größten Schneckenarten überhaupt.

## Merkmale
Die Schale der ausgewachsenen Schnecke misst 15 bis 31 cm und hat einen ausladenden Mündungsrand („Flügel“). Das Haus ist kreiselförmig mit einem sehr bauchigen Körperumgang, quer gefurcht und runzelig. Die Umgänge des Gewindes und der Körperumgang sind zur Spitze des Gehäuses hin mit kegelförmigen, abstehenden Zapfen besetzt. Die Färbung variiert erheblich. Die Grundfarbe ist weiß, im Bereich der Mündung rosenrot.
Die Anatomie der Großen Fechterschnecke ist erst durch Colin Little 1965 und Luiz R. L. Simone 2005 genauer beschrieben worden.
Die Schnecke hat eine stark verlängerbare Proboscis, an deren Basis die beiden Fühler sitzen. An der Spitze eines jeden Fühlers sitzt ein Linsenauge mit einer schwarzen Pupille und einer gelben Iris, und unterhalb dessen zweigt je ein kleinerer kurzer sensorischer Fühler ab. Die Fühler samt Linsenaugen werden bei Verlust regeneriert.
Das Tier hat einen großen und kräftigen Fuß. Am Grunde seines Vorderendes befindet sich eine Grube mit der Schleim absondernden Drüse. Am Hinterende auf etwa einem Drittel des Fußes befindet sich das hornige, krallenförmige, durch eine Zentralrippe verstärkte Operculum, mit Hilfe dessen sich die Schnecke durch Kontraktionen des Fußes ruckweise und ohne Schleimspur recht schnell fortbewegen kann. Beim Kriechen berührt nur das vordere Drittel des Fußes den Untergrund, denn dahinter hat der Fuß einen runden Querschnitt.
Der fleischfarbene Mantel ist vorn dunkel gefärbt und hinten heller, ins Graue übergehend. Der Mantelsaum ist ebenso wie der Sipho in der Regel orangefarben oder gelb. Der Fuß ist am Rand braun gefleckt und geht zum Eingeweidesack hin ins Weiße über. Der Kopf und die Fühler haben eine besonders dunkle Fleckenzeichnung.

## Lebenszyklus
Die Weibchen dieser Art sind in der Regel größer als die Männchen, wobei beide Geschlechter jeweils etwa die Hälfte der Individuen ausmachen. Die Schnecken erreichen die Geschlechtsreife im Alter von etwa 3 bis 4 Jahren bei einer Gehäuselänge von etwa 18 cm und einer Körpermasse von etwa 2,5 kg, wenn der Flügel an der Gehäusemündung bereits voll ausgebildet ist. Sie werden im flacheren Wasser bis zu 7 Jahre und im tieferen Wasser etwa 20 bis 30 Jahre, nach manchen Schätzungen bis zu 40 Jahre alt. Meist begatten mehrere Männchen ein Weibchen, wobei ein langer Penis zum Einsatz kommt. Das Schneckenweibchen legt zwischen März und Oktober etwa 8 bis 9 Gallertschnüre ab, die bis zu 23 m lang sein können und jeweils etwa 180.000 bis 460.000, bisweilen bis zu 750.000 Eier enthalten, die verschiedene Väter haben. Nach etwa 5 Tagen entschlüpfen den Eiern Veliger-Larven, die sodann etwa 16 bis 40 Tage pelagisch von Phytoplankton leben. Die Metamorphose findet bei einer Gehäuselänge von etwa 1,2 mm statt. Die Jungschnecken verbringen ihr erstes Lebensjahr meist vergraben im Sand. Wie andere Fechterschnecken macht Aliger gigas auch nach der eigentlichen Metamorphose im Laufe ihres Lebens noch einen erheblichen Gestaltwandel durch und bildet erst als erwachsene Schnecke den „Flügel“ aus. So beschrieb Carl von Linné in seinem Systema Naturae verschiedene Altersstadien der Großen Fechterschnecke als unterschiedliche Arten. Bereits in der ersten Hälfte des 19. Jahrhunderts war man sich der Synonymie von Strombus lucifer L. mit Strombus gigas L. bewusst.

## Vorkommen, Verbreitung und Lebensweise
Die Große Fechterschnecke ist im westlichen Atlantik von Florida bis Nord-Brasilien und in der gesamten Karibik heimisch, also auch an den Küsten von Mexiko, den USA, den Bahamas und Bermuda.
Die Schnecke lebt in Seegraswiesen (Thalassia spp., insbesondere Thalassia testudinum, Syringodium spp., Cymodocea spp.) und auf Sand in Tiefen von etwa 0,3 m bis 18 m. Jungtiere leben in Seegraswiesen an seichteren Gewässern als die Adulten und verlassen im Alter von etwa 2 Jahren in Massenwanderungen während der Wintermonate diese Jugendquartiere.
Die Große Fechterschnecke kann sich gemessen an anderen Schnecken rasch fortbewegen. Hierzu versenkt sie das krallenförmige Operculum im Substrat und wirft durch eine ruckartige Bewegung des Fußes das Haus nach vorn. Auf diese Weise vermag die Schnecke, ohne auf der Fußsohle kriechen zu müssen, auch senkrechte Betonwände zu erklimmen. Da sie dabei keine Schleimspur hinterlässt, ist sie auch vor Feinden besser geschützt.
Die Große Fechterschnecke ernährt sich von Detritus und Algen, die auf dem Seegras wachsen, aber auch vom Seegras selbst. Bevorzugtes Futter sind unter anderen die Rotalgen der Art Batophora oerstedii sowie der Gattungen Gracilaria und Hypnea.
Der Mantel der Schnecke wird manchmal kommensalisch von Kardinalbarschen (Astrapogon stellatus) bewohnt.

## Feinde
Trotz der beachtlichen Größe, welche die Große Fechterschnecke erreichen kann, und ihrer raschen Fluchtreaktionen, bei denen sie keine Schleimspur hinterlässt und so als Adulttier zahlreichen Feinden entweicht, hat sie insbesondere als Jungtier viele Feinde. Zu ihren Fressfeinden gehören verschiedene räuberische Schnecken, insbesondere die zu den Fasciolariidae gehörenden Arten Triplofusus giganteus und Fasciolaria tulipa, daneben auch die Stachelschnecke Phyllonotus pomum. An leeren Gehäusen von Jungtieren sind Bohrlöcher von Mondschnecken und Stachelschnecken gefunden worden. Weitere Feinde sind einige Zehnfußkrebse wie die Blaukrabbe (Callinectes sapidus), die Schamkrabbe (Calappa gallus), die Karibik-Languste (Panulirus argus) und insbesondere der Riesen-Einsiedlerkrebs (Petrochirus diogenes). Krebse brechen oft Stücke der Schale vom Mündungsrand, um an die Beute zu gelangen, doch vermögen Fechterschnecken diese Schäden nach erfolgreicher Flucht zu reparieren. Solche reparierten Gehäuse werden insbesondere ab einer Gehäuselänge von 7,5 cm gefunden. Seesterne kommen als Räuber junger Fechterschnecken in Frage, jedoch griffen in Versuchen Exemplare der in der Region häufigsten Art Genetzter Kissenstern (Oreaster reticulatus) in keinem Fall junge oder alte Fechterschnecken an und lösten nicht einmal bei direktem Kontakt Fluchtreaktionen aus. Unter den Fischen sind Stachelmakrelen (Trachinotus falcatus) und Gepunktete Igelfische (Diodon hystrix) beim Fressen Großer Fechterschnecken beobachtet worden, außerdem tut dies die Unechte Karettschildkröte (Caretta caretta). Der wichtigste Feind ist der Mensch.

## Verwendung und Gefährdung
Das Fleisch der Schnecke, in der Dominikanischen Republik „Lambi“ genannt, wird im rohen und gegarten Zustand gegessen. Die Gehäuse werden an Touristen verkauft.
Die Kariben und die Indigenen in Florida (Tequesta) stellten aus dem Rand der Gehäuse Messer, Äxte und Meißel her. Auf Grund von Überfischung ist die Art stark gefährdet und steht unter Artenschutz. Sie ist in Anhang II des Washingtoner Artenschutz-Übereinkommens sowie in Anhang B der Bundesartenschutzverordnung gelistet. Bei der Ein- oder Ausreise in die Europäische Union unterliegen die als Souvenir beliebten Gehäuse der Fechterschnecke Beschränkungen, so dürfen im persönlichen Reisegepäck höchstens drei Stück dokumentenfrei mitgeführt werden (Stand 2013).

## Perlenzucht
Untersuchungen zur Perlenzucht haben gezeigt, dass auch die Große Fechterschnecke dazu gebracht werden kann, Perlen zu bilden.